# Aleksandrov steber
Aleksandrov steber (rusko: Алекса́ндровская коло́нна, Aleksandrovska kolonna) je osrednja točka Dvornega trga v Sankt Peterburgu, Rusija. Spomenik je bil postavljen po ruski zmagi v vojni z Napoleonovo Francijo. Steber je imenovan po ruskem carju Aleksandru I., ki je vladal od 1801–25.

## Steber
Aleksandrov steber je zasnoval francoski arhitekt Auguste de Montferrand, in je bil zgrajen med letoma 1830 in 1834 s švicarskim arhitektom Antoniom Adaminijem, odkrit pa je bil 30. avgusta 1834 (dan sv. Aleksandra Konstantinopelskega). Spomenik naj bi bil najvišji te vrste na svetu, visok 47,5 m in je opremljen s kipom angela s križem. Kot triumfalni steber je morda najvišji, vendar je Spomenik Velikega Londonskega požara kot prostostoječ steber, visok 62 m. Kot monolit, ki so ga izklesali, premikali in postavili, je najtežji zabeležen. Kip angela je zasnoval ruski kipar Boris Orlovski. Obraz angela je precej podoben obrazu cesarja Aleksandra I.
Steber je en kos rdečega granita, dolg 25,45 m in premera približno 3,5 m. Granitni monolit je bil pridobljen iz Virolahtiju na Finskem in so ga leta 1832 po morju prepeljali v Sankt Peterburg, na barki, posebej zasnovani za ta namen, kjer se je nadaljevalo z delom. Brez pomoči sodobnih žerjavov in inženirskih strojev je steber, ki je 30. avgusta 1832 tehtal 600 ton , pod vodstvom Williama Handysida postavilo 3000 mož v manj kot 2 urah. Postavljen je tako lepo, da pritrditev na podlago ni potrebna in stoji samo z lastno težo.

## Podstavek
Podstavek Aleksandrovega stebra je okrašen s simboli vojaške slave, ki jih je oblikoval Giovanni Battista Scotti.
Na strani podstavka, ki je obrnjen proti Zimskemu dvorcu, je bas relief, ki prikazuje krilate figure, ki držijo ploščo z napisom »Aleksandru I. hvaležna Rusija«. V sestavi so figure, ki predstavljajo reki Neman in Vislo, ki sta bili povezani z dogodki iz domovinske vojne. Na teh slikah so upodobljeni stari ruski oklepi - ščit novgorodskega kneza Olega, čelada Aleksandra Nevskega, prsni ščit carja Aleksandra I., verižnica Jermaka Timofejeviča in drugi kosi, ki spominjajo na junake, katerih borbeni podvigi so Rusiji prinesli slavo.
Druge tri strani so okrašene z reliefi, na katerih so alegorične figure Modrost in Obilje, Pravičnost in Usmiljenje, Miru in Zmage, zadnja ima ščit z datumi 1812, 1813 in 1814. Te kompozicije so dopolnjene z upodobitvami simbolov starodavne rimske vojske in ruski oklep.
Skice za bas reliefe je izdelal Auguste de Montferrand. Koordinate njihovih kompozicij je usklajeval z monumentalnimi oblikami spomenika. Plošče je v načrtovani velikosti oblikoval umetnik Giovanni Battista Scotti. Modele sta izdelala kiparja Piotr Svincov in Ivan Lepee, okrasne ornamente pa je kipar Jevgenij Balin. Ulivanje brona je bilo izvedeno v delavnici Charlesa Bairda v Sankt Peterburgu.
Leta 1834 je bil izdal spominski srebrni rubelj, ki ga je oblikoval N. Gube in govori se, da je v temelje postavljena skrinja teh kovancev.

## Poznejša leta
Leta 1952 so vladarji Sovjetske zveze načrtovali skrivno zamenjavo kipa angela s kipom Josipa Stalina. Ti načrti so šele pred kratkim postali javni, vendar se nikoli niso izvedli.
Zgodovinsko železno ograjo so v sovjetskem obdobju razstavili in leta 2002 ponovno postavili.
Aleksandrov steber je skupaj z ostalimi objekti na seznamu Unescove svetovne dediščine, ena najbolj priljubljenih kulturnih destinacij v Sankt Peterburgu.